# Wielka Rhetra
Wielka Rhetra (gr. μεγάλη ῥήτρα dosł. "to, co jest powiedziane" z ἐρῶ "mówić") – pochodzący z archaicznej Sparty (prawdopodobnie z VIII/VII w. p.n.e.) dokument, określający ustrój państwa spartańskiego.
Autorem tego zbioru praw miał być legendarny reformator i prawodawca spartański Likurg, który rzekomo otrzymał go od Wyroczni Delfickiej. Jak podaje Herodot (I, 65) Niektórzy utrzymują, że Pitia (...) podyktowała mu istniejący dziś u Spartiatów ustrój państwa; jak jednak utrzymują sami Lacedemończycy, przyniósł go Likurg z Krety, kiedy był opiekunem Leobotesa, swego siostrzeńca i króla Spartiatów.
Z Rhetry pochodzą informacje o instytucjach ustrojowych archaicznej Sparty – Geruzji (radzie starszych), zgromadzeniu i królach.
Datowanie tego dokumentu nastręcza historykom wielu problemów. Punktem odniesienia jest tu analiza językowa – Rhetrę, napisaną niezwykle starą greką, cytuje w "Żywocie Likurga" Plutarch; odwołania do jej treści występują także w poezji Tyrtajosa, spartańskiego poety lirycznego z VII wieku p.n.e.
Według Plutarcha tekst brzmiał:
Wzniósłszy sanktuarium Zeusa Syllańskiego i Ateny Syllańskiej, ustaliwszy podział na fyle i oby, ustanowiwszy radę trzydziestu starszych z naczelnikami, w ustalonych terminach trzeba zbierać się na zgromadzenie między Babyką a Knakionem; tamci [tzn. starsi i naczelnicy] mają zgłaszać wnioski i rozwiązywać zebrania, lud zaś niech ma prawo do zajmowania stanowiska i ostateczną decyzję.
Dalej Plutarch objaśniał: fyle i oby oznaczają podział ludu na części, naczelnikami (ἀρχαγέται) są królowie, Arystoteles zaś mówi, że Knakion jest rzeką, a Babyka mostem.
Z czasem do Rhetry dodana została poprawka:
Kiedy tłum był zgromadzony, nikomu innemu (poza starszymi i królami) nie wolno byto zgłaszać wniosku, ale lud miał prawo oceniać wniosek przedłożony przez starszych i królów. W późniejszym czasie jednak lud, odejmując coś lub dodając, przekręcał i wypaczał wnioski; dlatego królowie Polidor i Teopomp dopisali do Retry zdanie: «jeśli lud będzie się wypowiadać krzywo, członkowie rady i naczelnicy niech będą tymi, którzy wycofują się», to znaczy niech nie zatwierdzają, lecz wycofują się i rozwiązują zgromadzenie jako zniekształcające i zmieniające wniosek na gorsze.
Zmiana ta znalazła poparcie wyroczni, o czym wiadomo cytowanego przez Plutarcha utworu Tyrtajosa oraz z dzieła Diodora.
Brak danych o częstości zwoływania zgromadzenia, mógł być to rok, pora roku lub miesiąc. 
Prawdziwość Rhetry wielokrotnie budziła wątpliwości. Niektórzy uczeni widzieli w niej fałszerstwo z IV wieku p.n.e., mające dać podstawy do reform spartańskiego ustroju. Przeczy temu jej starodawny język.
Obecnie uważa się raczej, że tekst Rhetry jest prawdziwy i mieści się w tendencjach przemian ustrojowo-społecznych zachodzących w Grecji w VII wieku p.n.e.
Rhetra milczy o eforach, widocznie urząd ten powstał później.